# Strelitsa-Pérvaia
Strelitsa-Pérvaia - Стрелица-Первая (rus) - és un poble de l'óblast de Bélgorod, a Rússia. El 2016 tenia 297 habitants. Pertany al districte (raion) de Xebékino.